# Linda Le Bon
Linda Le Bon (Wilrijk, 20 luglio 1964) è una sciatrice alpina belga ipovedente, che ha rappresentato il Belgio nello sci alpino paralimpico ai Mondiali del 2021, vincitrice di due medaglia d'argento, e ai Giochi paralimpici invernali del 2022.

## Biografia
Residente a Mühlbach, Le Bon ha una laurea in educazione fisica. Ha iniziato a praticare lo sport all'età di 20 anni nel club Ski Racing Team Wallonia. Ha lavorato presso un agriturismo come istruttrice di equitazione e prima della diagnosi di disabilità visiva, ha prestato servizio come insegnante di educazione fisica per i paracadutisti dell'esercito belga. Ha una figlia, Ulla Gilot, sua guida vedente insieme a Pierre Couquelet, ex sciatore alpino rappresentante del Belgio ai Giochi olimpici invernali di Sarajevo del 1984.

## Carriera
Al Campionato mondiale di sci alpino paralimpico IPC 2021 a Lillehammer, categoria femminile ipovedenti, Le Bon è arrivata al 2º posto nella discesa libera (con un tempo di 1:24.99) e nel superG (tempo 1:23.99).
La sciatrice belga ha gareggiato anche ai Giochi paralimpici invernali di Pechino 2022, classificandosi al 6º posto in discesa libera in 1:36.06, 5º posto nel supergigante in 1:26.98 e 7º posto in supercombinata, con il tempo di 2:18.20. Nelle gare di slalom gigante e slalom speciale, non ha raggiunto invece la top 10.

## Palmarès

### Campionati mondiali
- 2 medaglie:
  - 2 argenti (discesa libera e superG a Lillehammer 2021)